# Shuto Yamamoto
Shuto Yamamoto (jap. 山本 脩斗 Yamamoto Shuto; ur. 1 czerwca 1985) – japoński piłkarz występujący na pozycji obrońcy. Obecnie występuje w Kashima Antlers.

## Kariera klubowa
Od 2008 roku występował w klubach Júbilo Iwata i Kashima Antlers.